# Xylocopa calens
Xylocopa calens är en biart som beskrevs av Amédée Louis Michel Lepeletier 1841. Xylocopa calens ingår i släktet snickarbin, och familjen långtungebin.

## Underarter
Arten delas in i följande underarter:
- X. c. calens
- X. c. malagassa
- X. c. atripyga